# Лудманнсдорф
Лудманнсдорф (нем. Ludmannsdorf) — коммуна (нем. Gemeinde) в Австрии, в федеральной земле Каринтия.
Входит в состав округа Клагенфурт.  Население составляет 1870 человек (на 31 декабря 2005 года). Занимает площадь 26,17 км². Официальный код  —  2 04 16.

## Политическая ситуация
Бургомистр коммуны — Штефани Кванчниг (СДПА) по результатам выборов 2003 года.
Совет представителей коммуны (нем. Gemeinderat) состоит из 15 мест.
- СДПА занимает 6 мест.
- АНП занимает 4 места.
- Партия EL занимает 2 места.
- другие: 2 места.
- АПС занимает 1 место.